# Schoenoplectus schoofii
Schoenoplectus schoofii là loài thực vật có hoa trong họ Cói. Loài này được (Beetle) Soják miêu tả khoa học đầu tiên năm 1979 publ. 1980.